# Kenneth Riegel
Kenneth Riegel (* 29. April 1938 in West Hamburg, Berks County, Pennsylvania; † 28. Juni 2023 in Sarasota) war ein US-amerikanischer Opernsänger (Tenor).

## Leben
Seine Eltern waren Robert Lee und Arlene Riegel, die aus Womelsdorf stammte, wo Riegel aufwuchs. Der Sänger besuchte die Womelsdorf Elementary School und die Conrad Weiser High, die er 1956 abschloss. Es folgte ein Musikstudium an der West Chester University.
Als Sänger trat Kenneth Riegel für mehr als 30 Jahre an der Metropolitan Opera in New York City, an der Pariser Oper, in Rom, an der Wiener Staatsoper, in Boston und New York auf. In Paris übernahm er in der Uraufführung der dreiaktigen Fassung von Alban Bergs Oper Lulu die Partie des Alwa, die er später auch an der Metropolitan Opera sang.  1979 erschien eine Filmversion von Don Giovanni. Im Jahr 1983 sang er in Paris die Partie des Leper in der Uraufführung von Olivier Messiaens Oper „St. Francois d'Assise“.
1975 debütierte Riegel mit der Rolle des Doctor Marianus in Mahlers Achter unter Leonard Bernstein bei den Salzburger Festspielen. Bis 1996 kehrte er regelmäßig in die Mozartstadt zurück, unter anderem für die Opernrollen des Herodes in der Salome (1992 und 1993) und des Aegist in Elektra (1996).